# 鄭相永
鄭 相永（チョン・サンヨン、朝鮮語: 정상영、1937年12月7日 - 2021年1月30日）は、韓国の企業家。KCCグループの創設者。現代グループの創建者鄭周永の末弟である。
長兄から海外留学を勧められていたが断り、1958年に金剛スレート工業を起業する。兄達の現代グループとは独自の道を進み、金剛高麗化学（KCC）グループを築き上げた。
2003年11月には、お家騒動で分裂弱体化した現代グループの実質的持株会社であった現代エレベーターに敵対的買収を仕掛け、一時はグループの完全支配を宣言したが、玄貞恩の抵抗により失敗した。